# Frederica de Laguna

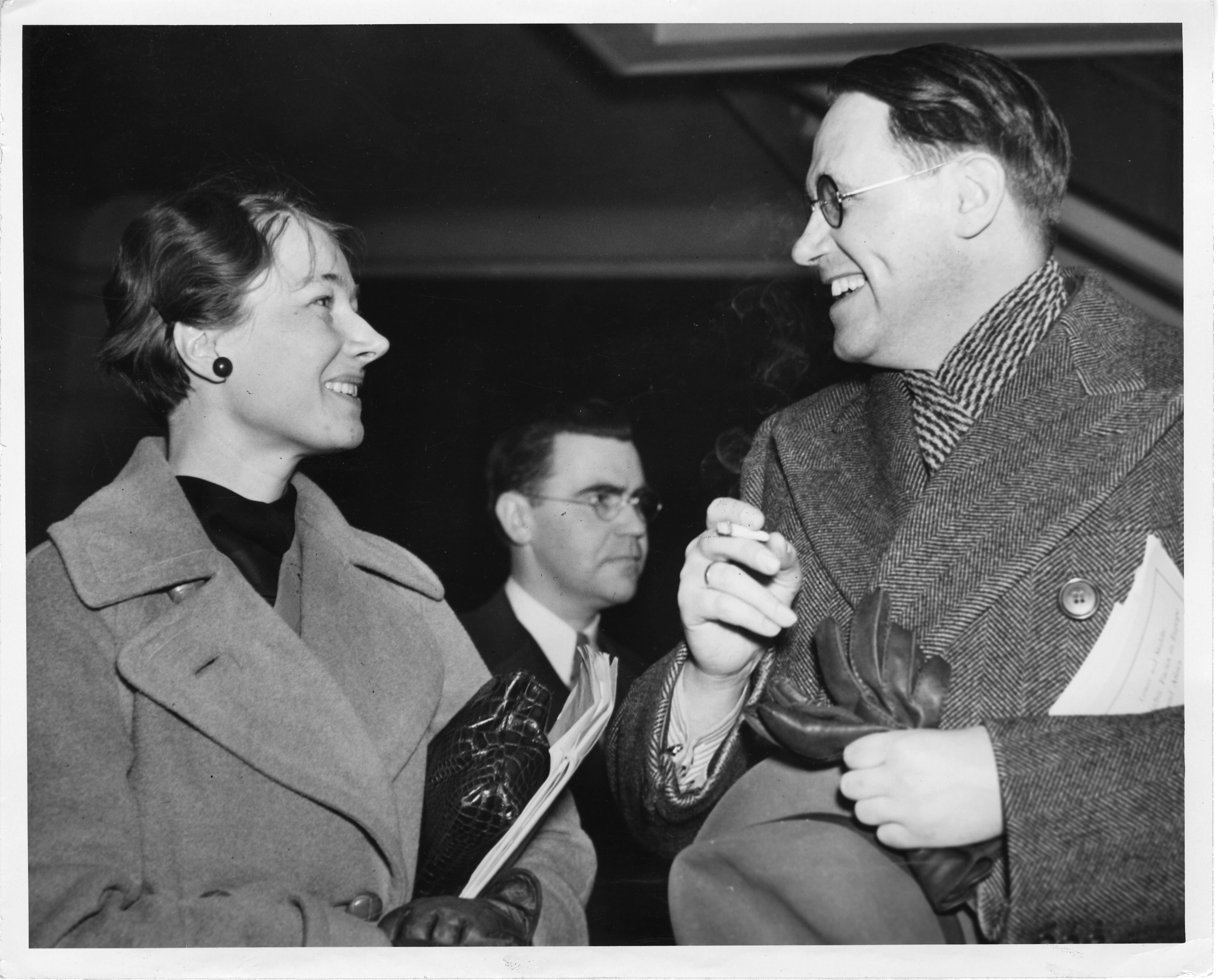
Frederica de Laguna mit dem dänischen Geografen und Ethnologen Kaj Birket-Smith am 18. März 1937

Frederica de Laguna (* 3. Oktober 1906 in Ann Arbor, Michigan; † 6. Oktober 2004 in Haverford, Pennsylvania) war eine US-amerikanische Ethnologin, Anthropologin, Archäologin und Schriftstellerin. Sie gilt als Pionierin der Archäologie Alaskas und wurde bekannt durch ihre Forschungen zu paläoindianischen Kulturen. De Laguna begründete den Fachbereich für Anthropologie am Bryn Mawr College. Sie war eine der ersten beiden Frauen, die in die National Academy of Sciences aufgenommen wurden.

## Leben und Werk
Frederica de Laguna war die Tochter von Theodore Lopez de Leo de Laguna und Grace Mead Andrus, die beide Philosophie am Bryn Mawr College lehrten. Bis zu ihrem 9. Lebensjahr wurde sie von ihren Eltern zu Hause unterrichtet. Später besuchte sie die Phoebe Anne Thorne School. Während Fredericas Schulzeit verbrachten ihre Eltern zweimal ein Jahr in Europa. Von 1921 bis 1922 besuchte sie das Lycée de jeunes filles in Versailles.
Am Bryn Mawr College studierte sie Wirtschafts- und Politikwissenschaften und machte ihren Abschluss 1927. Sie gewann ein Forschungsstipendium, das sie aber nicht sofort antrat. Stattdessen studierte sie zunächst für ein Jahr Anthropologie an der Columbia University bei Franz Boas, Gladys Reichard und Ruth Benedict. Boas weckte ihr Interesse an der Kunst der indigenen Bevölkerung Alaskas. Im Sommer 1928 unternahm sie eine Bildungsreise zu prähistorischen Stätten in England, Frankreich und Spanien. Im Département Dordogne nahm sie an archäologischen Ausgrabungen teil und lernte dabei Henri Breuil kennen, der sie für die Kunst der Altsteinzeit begeisterte. Sie besuchte Vorlesungen von Henri Breuil in Paris und ein Seminar bei Bronisław Malinowski in London. Um sich über die Vorgeschichte Dänemarks weiterzubilden, besuchte Frederica de Laguna Kopenhagen und lernte dort den Archäologen und Kartografen Therkel Mathiassen und den Ethnologen und Geologen Kaj Birket-Smith kennen. Mathiassen plante gerade die erste archäologische Forschungsgrabung in Grönland und stellte de Laguna als Assistentin an. 1929 plante de Laguna, als Birket-Smiths Assistentin an seiner Forschungsreise an den Prinz-William-Sund in Alaska teilzunehmen. Als Birket-Smith erkrankte, übernahm sie die Expedition gemeinsam mit ihrem jüngeren Bruder Wallace de Laguna, der Geologie studierte. Über diese ersten Reisen nach Alaska schrieb de Laguna später ihr autobiografisches Buch Voyage to Greenland. A Personal Initiation Into Anthropology.
Ab 1931 arbeitete de Laguna im Museum der University of Pennsylvania, das auch ihre weiteren Forschungen im Prinz-William-Sund finanzierte. Für ihre daraus entstandene Forschungsarbeit zur modernen und prähistorischen Kultur in Alaska erhielt sie 1933 ihren Ph.D. von der Columbia University. Darin untersuchte sie die Frage, ob die zeitgenössische Kunst der indigenen Bevölkerung Alaskas in direkter Verbindung zur jungpaläolithischen Kunst stand und kam zu dem Schluss, dass zwar Parallelen bestanden, sich aber keine geradlinige historische Entwicklung nachweisen ließ. 1935 leitete de Laguna eine anthropologische und geologische Untersuchung im Yukon-Tal, 1936 eine weitere im Gebiet der Pima im Auftrag des Soil Conservation Service des Bundesstaats Arizona.
Um diese Zeit begann de Laguna, Romane zu schreiben. Ihr erster Roman, das historische Jugendbuch The Thousand March: Adventures of an American Boy with the Garibaldi, erschien 1930 und handelt von Giuseppe Garibaldis Zug der Tausend. Danach schrieb sie zwei Kriminalromane, The Arrow Points to Murder, in dem sie ihre Museumsarbeit verarbeitete, und Fog on the Mountain, der in Alaska spielt. Den Erlös der Bücher investierte sie in ihre Forschungsprojekte, unter anderem eine Studienreise nach Dänemark, die sie 1938 unternahm.
1938 nahm Frederica de Laguna ihren ersten Lehrauftrag am  Bryn Mawr College an. Ihre anthropologischen und archäologischen Seminare waren im Fachbereich Soziologie angesiedelt, da es um diese Zeit noch kein Institut für Anthropologie gab. Auf de Lagunas Initiative wurde ein gemeinsames Institut für Soziologie und Anthropologie gegründet, und de Laguna wurde seine erste Leiterin. 1967 wurde das Institut für Anthropologie eine eigenständige Einheit, weiterhin von Frederica de Laguna geleitet. De Laguna lehrte auch als Gastprofessorin an der University of Pennsylvania und der University of California, Berkeley.
Während des Zweiten Weltkrieges arbeitete de Laguna für drei Jahre für die United States Navy Reserve und unterrichtete am Smith College die Rekrutinnen der Fraueneinheit WAVES in Marinegeschichte und Kryptographie.
Nach dem Krieg kehrte Frederica de Laguna nach Alaska zurück und nahm ein neues Forschungsprojekt zur Kultur der Tlingit in Yakutat auf. Ihre dreibändige Monografie wurde zum Standardwerk zur Tlingit-Kultur. Danach wandte sie sich dem Gebiet des Copper River zu, wo sie bis 1968 forschte. In ihrer Forschung vereinte de Laguna archäologische, anthropologische und ethnologische Perspektiven. Für die American Anthropological Association gab de Laguna den Sammelband Selected Papers from the American Anthropologist, 1888–1920 heraus. Diese Auswahl wissenschaftlicher Aufsätze aus dem späten 19. und frühen 20. Jahrhundert war einer der ersten Beiträge zur Wissenschaftsgeschichte der Anthropologie.
Frederica de Laguna lehrte und forschte am Bryn Mawr College, bis sie 1972 in den Ruhestand ging. Trotz ihrer schwindenden Sehkraft verbrachte sie danach weiterhin viel Zeit in Alaska, insbesondere bei den Tlingit. Der Dokumentarfilm Reunion at Mt St. Elias: The Return of Frederica de Laguna to Yakutat von Laura Bliss Spann zeigt ihre Rückkehr ins Gebiet der Tlingit fast 50 Jahre nach ihrem ersten Besuch. De Laguna arbeitete auch als archäologische und ethnologische Beraterin des  U. S. Forest Service und gründete den Verlag  Frederica de Laguna Northern Books Press für Studien zu den Kulturen der Arktis. Sie schrieb ein weiteres autobiografisches Buch, in dem sie ihren wissenschaftlichen Werdegang reflektierte. Es erschien 2003 unter dem Titel Becoming an Anthropologist. My Debt to European and Other Scholars Who Influenced Me.
Frederica de Laguna starb 2004 drei Tage nach ihrem 98. Geburtstag.

## Ämter und Ehrungen
Frederica de Laguna war von 1949 bis 1950 Vizepräsidentin der Society for American Archaeology. Von 1966 bis 1967 war sie Vizepräsidentin der American Anthropological Association. Die Organisation verlieh ihr  1986 den Distinguished Service Award.
1972 erhielt de Laguna den Lindback Award for Distinguished Teaching des Bryn Mawr College. 1975 wurden Frederica de Laguna und Margaret Mead als erste Frauen in die National Academy of Sciences gewählt. 1999 verlieh ihr die University of Pennsylvania die Lucy-Wharton-Drexel-Medaille.
Auch bei der indigenen Bevölkerung Alaskas genoss Frederica de Laguna großen Respekt. Die Tlingit in Yakutat ehrten sie 1996 mit einem Potlatch.
Das Bryn Mawr College widmete ihr 1999 eine Ausstellung, die ihre Arbeit für die Universität und ihren Beitrag zur Erforschung Alaskas würdigte.

## Schriften (Auswahl)

### Wissenschaftliche Literatur
- The Archaeology of Cook Inlet, Alaska. University of Pennsylvania Press, Philadelphia 1934 (mit Bruno Oetteking).
- The Eyak Indians of the Copper River Delta, Alaska. Levin & Munksgaard, Kopenhagen 1938 (mit Kaj Birket-Smith).
- The Prehistory of Northern North America As Seen From the Yukon. Society for American Archaeology, Menasha 1947.
- Chugach Prehistory. The Archaeology of Prince William Sound, Alaska. (= University of Washington Publications in Anthropology. Band 13.) University of Washington Press, Seattle 1956.
- The Story of a Tlingit Community. A Problem in the Relationship Between Archeological, Ethnological, And Historical Methods. U.S. G.P.O., Washington 1960.
- Selected Papers from the American Anthropologist, 1888–1920. Row, Peterson, Evanston 1960 (als Herausgeberin Irving Hallowell).
- Archeology of the Yakutat Bay Area, Alaska. U.S. G.P.O., Washington 1964.
- Under Mount Saint Elias. The History and Culture of the Yakutat Tlingit. (= Smithsonian Contributions to Anthropology. Band 7.) Smithsonian Institution Press, Washington 1972.
- Voyage to Greenland. A Personal Initiation Into Anthropology. 1977.
- The Tlingit Indians. (= Anthropological papers of the American Museum of Natural Histor. Band 70.) University of Washington Press, Seattle 1991 (auf Grundlage eines unvollendeten Manuskripts von George Thornton Emmons).
- Tales from the Dena. Indian Stories from the Tanana, Koyukuk, & Yukon Rivers. University of Washington Press, Seattle 1995 (mit Norman Reynolds und Dale DeArmond).
- Becoming an Anthropologist. My Debt to European and Other Scholars Who Influenced Me. 2003.

### Romane
- 1930: The Thousand March. Adventures of an American Boy with the Garibaldi
- 1937: The Arrow Points to Murder
- 1938: Fog on the Mountain

## Filmografie
- 1992: Video Dialogues in Anthropology
- 1997: Reunion at Mt St. Elias: The Return of Frederica de Laguna to Yakutat